# Richard Barclay
Richard Barclay (* 1931; † 16. Oktober 2017 in New York City) war ein US-amerikanischer Sänger, Schauspieler, Tänzer, Filmregisseur und Filmproduzent, der 1973 für einen Oscar nominiert war.

## Biografie
Barclay begann seine Arbeit im Filmgeschäft als Tänzer gemeinsam mit Mitzi Gaynor und Lisa Kirk. Das Trio trat in Clubs auf. In der Broadway-Produktion How to Succeed in Business Without Really Trying sprang er für den verhinderten Darryl Hickman als J. Pierrepont Finch ein. Danach spielte er die Rolle des Albert Peterson in der Tourneeproduktion Bye Bye Birdie. Seine Partnerinnen waren Chita Rivera und Brenda Lee. Des Weiteren trat er zusammen mit Nanette Fabray in No, No, Nanette und mit Carole Cook in Kismet auf.
In den späten 1960er-Jahren spielte er mit Eileen Fulton in einer regionalen Theaterproduktion des von Bob Merrill nach einem Buch von  Michael Stewart konzipierten Musicals Lili (im Original Carnival). Fulton verkörperte die Lili und Barclay Paul Berthalet, einen einsamen und verbitterten Puppenspieler, der wegen einer Kriegsverletzung zum Krüppel geworden ist und sich in Lili verliebt. Es war der Beginn einer lang andauernden Freundschaft mit Eileen Fulton.
In den frühen 1970er-Jahren gründete Barclay zusammen mit Bob Deubel die Firma Concepts Unlimited, die für mehrere Dokumentationen und Kurzfilme verantwortlich war, die von Concepts produziert wurden. 1972 produzierte Barclay den Dokumentar-Kurzfilm Norman Rockwell’s World… An American Dream über den US-amerikanischen Maler und Illustrator Norman Rockwell, der mit einem Oscar ausgezeichnet wurde. Zusammen mit Deubel produzierte er 1976 auch die Dokumentation The American Woman: Portraits of Courage mit Patricia Neal als Erzählerin und Walter Abel als Richter, Jonelle Allen als Rosa Parks und Helen Gallagher als Mary Harris Jones. The Halloween That Almost Wasn’t über Dracula, ein Kurzfilm von 1979, war ein weiteres Projekt, das Barclay verwirklichte. Zusammen mit Deubel produzierte er 1982 den Mystery-Thriller Girls Nite Out, in dem ein Mörder im Kostüm eines Tanzbären in einem abgelegenen College in Ohio ein Blutbad anrichtet. Im Jahr 1983 produzierte Barclay Verse Person Singular mit Richard Kiley, eine Folge der PBS-Serie American Playhouse. Darin verkörpert Kiley verschiedene Charaktere, die er in vertrauten Gedichten verewigt. Die mit einem CableACE Award ausgezeichnete Dokumentation fürs Fernsehen Aids: Everything You an Your Family Needs to Know… But Were Afraid to Ask stammt von 1987.
In den 1990er-Jahren war Barclay dann wieder in Nachtclubs aktiv, wo er in mehreren Kabarettshows auftrat. Zudem kümmerte er sich um Eileen Fultons Kabarettauftritte, wobei die Aufführung Do not Tell Mama im Mittelpunkt stand, und leitete Richard Holbrooks Kabaretts-Shows, wofür Holbrooks drei Mal für den „MAC Award“ nominiert wurde. Unterstützend war Barclay auch in der Organisation Career Bridges  tätig, die jungen Opernsängern dabei behilflich ist, ihre Karriere zu starten.
Richard Barclay starb am 16. Oktober 2017 im Mount Sinai St. Luke’s Hospital, nachdem er acht Monate lang gegen die Krankheit Bauchspeicheldrüsenkrebs angekämpft hatte. Er wurde 86 Jahre alt.

## Filmografie (Auswahl)
Produzent
- 1970: Replay (Kurzfilm)
- 1972: Norman Rockwell’s World… An American Dream (Dokumentar-Kurzfilm)
- 1976: The American Woman: Portraits of Courage (Dokumentation)
- 1979: The Halloween That Almost Wasn’t (Fernseh-Kurzfilm)
produziert von Concepts Unlimited
- 1982: Girls Nite Out
- 1982: P.T. Barnum & His Human Oddities
- 1983: American Playhouse (Fernsehserie; Folge Verse Person Singular)
- 1983: Strippers
- 1984: Those Fabulous Clowns
- 1987: Aids: Everything You and Your Family Needs to Know… But Were Afraid to Ask
(Fernseh-Dokumentation)

## Auszeichnungen
| Jahr | Auszeichnung          | Kategorie, Werk                                                                                             | zusammen mit | Ergebnis  |
| ---- | --------------------- | --- | ------------ | --------- |
| 1973 | Oscar                 | „Bester Kurzfilm“: Norman Rockwell’s World… An American Dream                                               |              | Gewonnen  |
| 1980 | Primetime Emmy Awards | „Bester Kurzfilm“: The Halloween That Almost Wasn’t                                                         | Gaby Monet   | Nominiert |
| 1989 | CableACE Awards       | Bildungs- und Unterrichtsangebot: Aids: Everything You an Your Family Needs to Know… But Were Afraid to Ask | Gaby Monet   | Gewonnen  |